# Lego Super Mario
Lego Super Mario este o categorie de jucării lansată de compania Lego în 2020 bazată pe franciza Mario creată de Shigeru Miyamoto. Este licențiată de Nintendo.

## Personaje
Personajele din aceste jocuri sunt create de Nintendo. Personajul principal este o figurină care îl înfățișează pe Super Mario. 
De asemenea mulți dintre inamicii lui Mario apar în seturile Lego.